# 빅토르 혹은 권좌의 아이들
《빅토르 혹은 권좌의 아이들》(프랑스어: Victor ou les Enfants au pouvoir)는 프랑스 작가 로제 비트라크가 1928년에 내놓은 희곡으로 그의 대표작이다. 

## 작품 소개
빅토르라는 아홉 살 난 아이를 통해 가족의 모순과 종교의 무력함, 맹목적인 애국심을 고발한다. 또한 언어의 해체를 통해 관습화되어 공허해진 언어를 고발하고, 새로운 변형을 통해 신선한 자극을 유도한다. 비트라크는 부모의 불륜을 고발하는 아이들을 통해 가족이라는 것이 더 이상 원래의 순수한 모습을 지니고 있지 못함을 보여준다. 또한 더 이상 불륜의 관계를 지속하지 않겠다고 어른들이 신과 아이들 앞에서 맹세했음에도 불구하고 빅토르의 복통이 계속되는 것은 종교가 이미 그 의미를 상실해 버렸음을 의미한다. 그리고 장군이 이제 막 아홉 살이 된 빅토르의 말타기 놀이의 상대로 전락하는 것은 군대나 맹목적 애국심에 대한 작가의 냉소를 반영한 것이라고 볼 수 있다.
이 극은 가족, 종교, 국가, 애국심과 같은 기존 가치에 대한 냉소를 보여주며, 이것은 다다·초현실주의 정신을 반영하는 것이다. 1920년대 파리에서 이 두 전위적 예술운동에 가담해 적극적으로 활동했던 비트라크는 빅토르라는 아홉 살 먹은 아이를 통해 가족의 모순과 종교의 무력함, 맹목적인 애국심을 고발한다. 여기에서 아홉이라는 말은 상징적인 의미를 갖는다. 불어로 아홉을 뜻하는 ‘neuf’는 ‘새롭다’라는 의미를 지니기도 하기 때문이다. 즉 아홉 살 생일을 맞은 빅토르는 지금까지와는 완전히 다른 인물이 되는 것이다. 어린아이지만 어른들의 모순을 꿰뚫어 보고 있는 그는 흉내 내기와 같은 연극 놀이와 상징적인 의미가 함축된 언어를 통해 어른들을 어찌할 수 없는 막다른 골목으로 몰아간다.
이 극에서 사용된 두드러진 연극적 방식으로 흉내 내기가 있다. 아홉 살 생일을 맞은 주인공 빅토르는 아버지 샤를이 친구 에스테르의 엄마 테레즈와 불륜 관계에 있는 것을 알고 있으며, 이것을 자신의 생일을 축하하기 위해 모인 여러 사람들 앞에서 일종의 극중극 형식인 흉내 내기를 통해 폭로한다. 에스테르 역시 샤를이 자신의 집에 왔을 때 목격한 테레즈와 샤를 사이의 은밀한 광경을 이들 앞에서 흉내 낸다. 이들의 흉내 내기는 당사자들을 당황하게 할 뿐만 아니라 샤를의 아내 에밀리를 경악하게 하고, 테레즈의 남편 앙투안 마뇨의 광기를 유발해 결국엔 자살로 이어지게 한다. 아이들의 솔직하고 꾸밈없는 눈을 통해 어른들의 위선과 가식이 폭로되고 있는 것이다. 또한 빅토르는 샤를과 테레즈의 불륜 관계 외에도 샤를이 하녀 릴리에게 치근댄다는 사실을 알고 샤를의 말과 행동을 똑같이 흉내 냄으로써 하녀를 놀라게 한다.

## 서지 정보
- 이용복 역, 2009년, 지식을만드는지식[깨진 링크(과거 내용 찾기)] ISBN 978-89-6406-224-1